# Theophil Hansen
Baron Theophil Edvard von Hansen (izvirno dansko ime: Theophilus Hansen, 13. julij 1813, København, 17. februar 1891, Dunaj) je bil danski arhitekt, ki je pozneje postal avstrijski državljan. Posebej je znan po zgradbah in objektih v Atenah in na Dunaju. Bil je predstavnik neoklasicizma.

## Življenjepis
Po usposabljanju s Karlom Friedrichom Schinklom in nekajletnem študiju na Dunaju se je leta 1837 preselil v Atene, kjer je študiral arhitekturo in oblikovanje s poudarkom in zanimanjem za bizantinsko arhitekturo. Med svojim bivanjem v Atenah je Hansen zasnoval svojo prvo stavbo v Atenah, Nacionalni observatorij, in dve od treh sosednjih stavb, ki sestavljajo tako imenovano "klasično trilogijo", Atensko akademijo in Narodno knjižnico Grčije, tretjo zgradbo, Narodno in kapodistrijsko univerzo v Atenah, je zasnoval njegov brat Christian Hansen. Grški Avstrijec Georgios Sinas (ki je podaril observatorij) je poklical Hansena leta 1846 na Dunaj, kjer je sodeloval s pomembnim avstrijskim arhitektom Ludwigom Försterjem.
Pri svojih zgodnjih delih, npr. muzej Arsenal na Dunaju, je bil Hansen še vedno precej usklajen z bolj romantičnim slogom. Pozneje je postal najbolj izstopajoči predstavnik renesanse, ki se je zgledovala po historicizmu (neorenesansa), ki je bil prav tako znan kot dunajski slog. Ta slog je uvedel najmanjše podrobnosti notranje opreme in delno sprejel smer sinteze umetnosti.
Skupaj s Försterjem in mnogimi drugimi je bil Hansen eden najpomembnejših in najvplivnejših arhitektov dunajske ulice Ringstrasse. Njegovo najbolj znano delo je stavba avstrijskega Parlamenta, ki je bila zgrajena v slogu starodavnega, neoklasicističnega templja, ki se nanaša na grške začetke demokracije. Ko je še učil na akademiji v Københavnu, je bil sprva neomajen kritik klasičnega sloga. Čez čas pa je klasične elemente vključeval v svoje projekte. Vodja gradnje je bil Hans Auer, ki je zmagal na tekmovanju za švicarski Bundeshaus.
Hansenov sloviti Musikverein na Dunaju je ena najpomembnejših koncertnih dvoran na svetu; koncertna dvorana, katere obliko in akustiko pogosto občudujejo in kopirajo v današnjih glasbenih hišah.
Hansen je delal skupaj z Viktorjem Pilzem in Carlom Rahlanom, pa tudi pri Ottu Wagnerju. Leta 1884 je cesar Franc Jožef počastil Hansena z naslovom barona in je bil odlikovan kot "Freiherr von Hansen".

## Delo
- Narodni observatorij v Atenah, 1842
- Atenska akademija znanosti, 1856
- Muzej vojaške zgodovine Arsenal, Dunaj, 1856
- Stara mestna bolnišnica v Patrasu, Grčija, 1857
- Pokopališka kapela na protestantskem pokopališču Matzleinsdorf, Dunaj, 1858
- Grška pravoslavna cerkev svete Trojice, Dunaj, 1858-1861
- Palais Todesco, Ringstrasse, Dunaj, 1861-1864
- Palača nadvojvode Wilhelma, Dunaj, 1864-1868
- Musikverein, Dunaj, 1867-1870
- Akademija za likovno umetnost na Dunaju, 1871-1876
- Filharmonična koncertna dvorana, Brno, 1871-1873
- Dunajska borza, 1874-1877
- Stavba avstrijskega Parlamenta, Dunaj, 1874-1883
- Zapion, Atene, 1874-1888
- Nova luteranska cerkev, Kežmarok, 1879-1892
- Grad Nadelburg, Lichtenwörth, Spodnja Avstrija 1880-1882
- Narodna knjižnica, Atene, od leta 1888

## Gallery
- Atenski observatorij
- Atenska akademija
- Musikverein Dunaj
- Zlata dvorana v Musikvereinu na Dunaju
- Zapion Megaron, Atene
- Grad Nadelburgvon Lichtenwörth, Spodnja Avstrija
- Reichsrat, Dunaj, danes zgradba avstrijskega parlamenta
- Palais Hansen, Dunaj
- Narodna knjižnica, Atene
- Nova luteranska cerkev, Kežmarok